# Michelle A. Schultz
Michelle Albright Schultz (geboren am 11. März 1972 in Hanover, Pennsylvania) ist seit 2020 Mitglied der amerikanischen Regulierungsbehörde Surface Transportation Board.

## Leben
Michelle A. Schultz ist die Tochter von G. Ronald Albright und Bonita L. Albright, geborene Mummert (1944–2015). Sie erhielt 1994 einen Bachelor-Abschluss in Englisch an der Penn State University. Ihren Juris Doctor legte sie 1998 an der privaten Widener University ab.
Von 1996 bis 1999 arbeitete sie im familieneigenen Bauunternehmen als Bürokraft. Von Januar 2000 bis Juni 2000 war sie Gerichtsangestellte im Superior Court in Pennsylvania. Danach arbeitete sie von Juli 2000 bis Januar 2002 am Konkursgerichtshof für den östlichen Bezirk von Pennsylvania (United States Bankruptcy Court). Anschließend arbeitete sie bis August 2006 bei der Anwaltskanzlei White and Williams in Philadelphia.
2006 begann sie eine Tätigkeit bei der Transportbehörde für den Raum Philadelphia Southeastern Pennsylvania Transportation Authority (SEPTA). Zunächst war sie bis September 2010 als Managerin im Bereich Gesetzesangelegenheiten beschäftigt. Während dieser Zeit studierte sie an der University of Pennsylvania in Staatsverwaltungsrecht (government administration) und erlangte 2008 ihren Master.
Vom Oktober 2010 bis zum Dezember 2013 war sie in der Rechtsabteilung dr SEPTA als Direktorin tätig. Von Januar 2014 bis November 2020 war sie stellvertretende Leiterin der Rechtsabteilung.
Am 6. März 2018 wurde sie von Präsident Donald Trump für einen der 2015 neu geschaffenen Sitze im Surface Transportation Board vorgeschlagen. Da bis zum Ende der Legislaturperiode des Senates keine Nominierung eines demokratischen Kandidaten für den ab dem 1. Januar 2019 vakanten Sitz von Deb Miller erfolgte, wurde der Vorschlag vom Senatsausschuss nicht bearbeitet. Am 16. Januar 2019 wurde Michelle Schultz erneut nominiert und am 18. November 2020 zusammen mit dem demokratische Kandidaten Robert E. Primus vom Senat bestätigt. Am 11. Januar 2021 legte sie ihren Amtseid ab. 
Sie ist verheiratet mit James D. Schultz und hat zwei Töchter.